# VTU
Die VTU Gruppe (für Verfahren-Technologie-Umwelt) ist ein internationaler Technologiekonzern mit Hauptsitz in Grambach, Österreich. Das Kerngeschäft der VTU umfasst die Planung und Optimierung von Prozessanlagen für Life Sciences, Biopharma, Chemie und die Prozessindustrie.

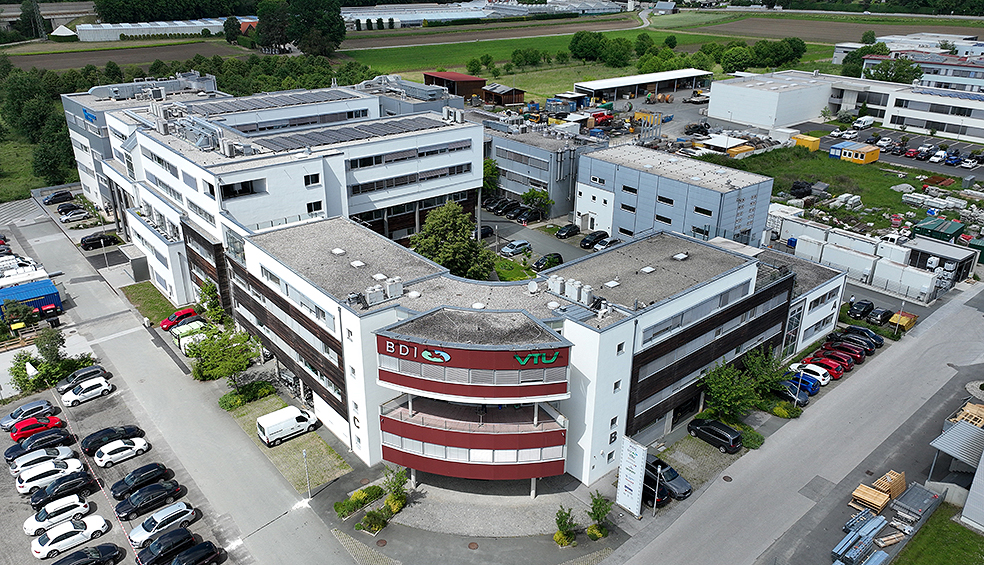
VTU Group Headquater, Grambach bei Graz

## Geschichte
Gegründet wurde VTU 1990 in Graz als Ingenieurbüro, das vor allem im Bereich Biodieselanlagen tätig war. Mit der Eröffnung einer Niederlassung in Linz im Jahre 1993 kam das Geschäftsfeld Pharma hinzu. 2003 siedelte die Unternehmenszentrale nach Grambach um. 2007 wird das Unternehmen BioEnergy International neuer Shareholder und 2013 wird das Kärntener Ingenieurbüro Penta Process, spezialisiert auf Anlagenbau in der Mineralstoffaufbereitung und Holzfasertechnologie und mit umfassender Expertise im Detail Engineering, in die VTU Group integriert. Im Laufe der Jahre hat sich VTU zu einem One-Stop-Shop-Partner für alle Aspekte der Anlagen-Life-Cycle-Planung entwickelt. Insbesondere seit den 2010er-Jahren befindet sich die VTU Group auf einem Expansionskurs. Von 2010 bis 2017 verdreifachte die Unternehmensgruppe ihren Gewinn. 2018 konnte der Jahresumsatz im Vergleich zu 2017 verdoppelt werden.
2019 erwarb die VTU Group 100 Prozent der Anteile des Planungsunternehmens RED Engineering, das 2021 in VTU Design Solutions umbenannt wurde. Mit der Übernahme des Industrieelektronik-Spezialisten Metior im Jahre 2020 durch VTU Engineering ergänzte das Unternehmen seine Expertise im Bereich EMSR-Planung und Automatisierung. 2021 übernahm die VTU Group das österreichische Beratungsunternehmen IFSS Business Excellence, dessen Schwerpunkte in den Feldern Strategieumsetzung, Prozessperformance und Digitalisierung liegen. Anfang 2022 setzte sich der Expansionskurs der VTU Group mit der Eröffnung eines neuen Standortes im österreichischen Pinkafeld fort. Mit dem hier entstehenden neuen Geschäftsfeld Building Services will VTU seine Kompetenzen im Bereich Technische Gebäudeausrüstung verstärken.
Derzeit sind über 1100 Mitarbeitende an 34 Standorten in sieben europäischen Ländern beschäftigt: Österreich, Deutschland, Schweiz, Italien, Polen, Rumänien und Belgien. Sie erwirtschafteten im Jahr 2021 einen Jahresumsatz von 134 Mio. Euro.

## Produkte und Dienstleistungen
Die VTU Gruppe entwickelt und plant Prozessanlagen für die Industrie. Das Leistungsspektrum reicht von der Anlagenoptimierung bis zur Generalplanung von Großinvestitionen – insbesondere für die Branchen Pharma, Biotechnologie und Chemie sowie Öl und Gas. Das Produktportfolio erstreckt sich von traditionellen Engineering-Leistungen über die EPCMv – Engineering, Procurement, Construction Management, Validation – die Generalplanung bis hin zu komplexen Digitalisierungslösungen und Sustainability, mit dem Fokus auf nachhaltige, ressourcenschonende Anlagen. Zu den Kunden gehören Konzerne wie Novartis, Evonik und Boehringer Ingelheim.
Durch die Kooperation mit dem Automatisierungsspezialisten T&G im Jahre 2021 erweiterte VTU das Angebot für seine Kunden mit dem Bereich Cyber-Security für Produktionsanlagen und Infrastruktur. Im selben Jahr wurde der Fachbereich Manufacturing Science & Technology, zuständig für die biopharmazeutische Industrie, zu einer länderübergreifenden Business Division ausgeweitet.

## Engagement und Auszeichnungen
Laut Vorstandsvorsitzenden Friedrich Fröschl soll die VTU Group "führender Anbieter von Digitalisierungsprozessen in [den] Zielbrachen und moderner Impulsgeber für mehr Nachhaltigkeit in Produktionsprozessen" werden. Um der CSR (Corporate Social Responsibility) nachzukommen, erstellt VTU seit 2021 einen Nachhaltigkeitsbericht nach GRI-Standard, der die ökonomischen, ökologischen und sozialen Auswirkungen von VTU untersucht.
Im Rahmen seiner "Best Employer"-Studie hat Hewitt Associates VTU mehrmals als "Attraktiven Arbeitgeber" prämiert. Beim österreichischen Wirtschaftswettbewerbs Austria’s Leading Companies erreichte VTU 2020 den zweiten Platz. Die Zeitschrift Freundin und die Arbeitgeber-Bewertungsplattform kununu ermittelten 2021 die familienfreundlichsten Arbeitgeber Deutschlands und Österreichs – VTU kam im Bereich "Industrie" auf den zehnten Platz. 2022 wurde VTU zum dritten Mal in Folge als "Great Place to Work" zertifiziert.